# Grenzverkehr
Grenzverkehr è un film del 2005 diretto da Stefan Betz.

## Trama
Wong, Hunter e Schilcher sono tre sedicenni di un piccolo villaggio bavarese che decidono di perdere la loro verginità in un bordello nella vicina Repubblica Ceca.
Appena superato il confine i ragazzi fanno conoscenza con Alicia, una ragazza ucraina incinta. Giunti poi al bordello "Temple of Love" Wong si reca in camera con una prostituta mentre Hunter e Schilcher fanno grande uso di alcolici. Dal momento che non hanno abbastanza soldi per pagare sono costretti a cedere i loro motorini.
Nel villaggio rincontrano Alicia, la quale vuole aiutarli a riavere indietro i motorini. I tre ragazzi vengono poi catturati dal proprietario del bordello, il quale li deruba dei vestiti e dei passaporti per utilizzarli per far passare il confine a tre indiani. Con l'aiuto di Alicia i tre riescono a fuggire e a fare ritorno in Germania. Durante il viaggio la ragazza darà anche alla luce un bambino.
Una volta tornati a casa confessano tutto ai loro genitori e si sentiranno molto più cresciuti avendo capito che nella vita ci sono cose molto più importanti  del sesso.